# Lundgaard & Tranberg
Lundgaard & Tranberg Arkitekter est un cabinet d'architectes danois, basé à Copenhague au Danemark. Il est surtout connu pour le logement étudiant Tietgenkollegiet à Ørestad en 2006 et le Théâtre royal (Royal Danish Playhouse) dans le port de Copenhague. Lundgaard & Tranberg a remporté le prix européen RIBA en 2006, 2007 et 2008,.

## Histoire
Lundgaard & Tranberg a été fondé en 1983 par Boje Lundgaard et Lene Tranberg (née en 1956). Dans les années 1990, l'entreprise acquiert une réputation de concepteurs de centrales thermiques et électriques et diverses installations techniques, tandis que sa percée auprès du grand public est intervenue au milieu des années 2000 avec le projet résidentiel Charlottehaven de 2004 et en particulier le projet primé des résidences étudiantes de Tietgenkollegiet et d'un nouveau bâtiment pour le Théâtre royal danois. En 2004, Boje Lundgaard quitte l'entreprise. Lene Tranberg continue avec un nouveau groupe partenaire.

## Principaux projets
- Résidences Charlottehaven, Copenhague (2004).
- Tietgenkollegiet, Ørestad , Copenhague.
- Kilen, École de commerce de Copenhague, Frederiksberg , Copenhague (2007).
- Résidences Fyrtårnet, Copenhague (2007).
- Royal Danish Playhouse, Copenhague, (2008).
- Immeubles résidentiels Havneholmen, Copenhague (2009).
- Les tours de la banque SEB , Copenhague (2010).
- Sorø Art Museum, Sorø, Danemark (2011).
- Pier47, Langelinie , Copenhague (2014).
- Tours Axel, Copehague (2017).

## Galerie

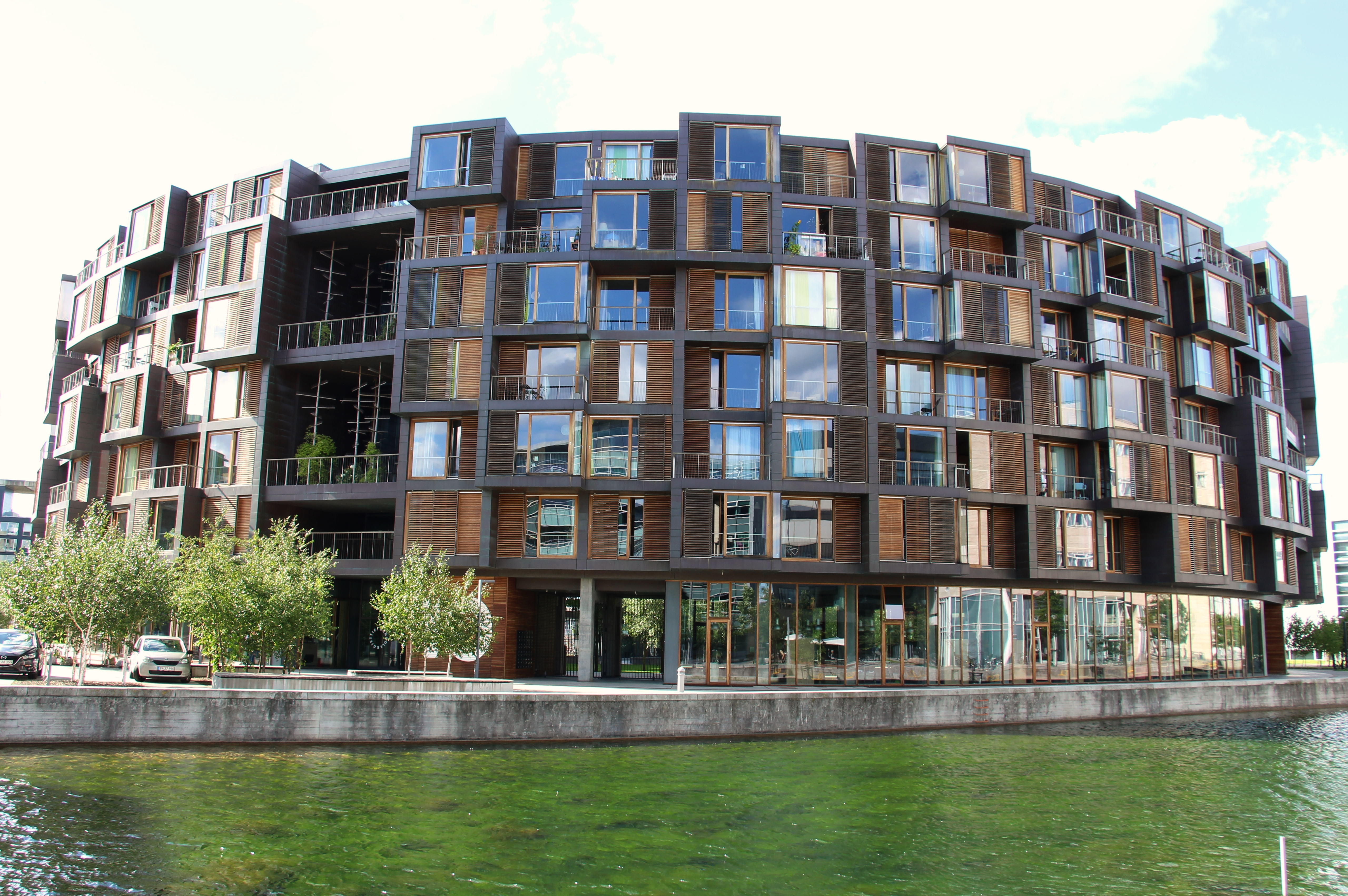
Résidences Tietgenkollegiet
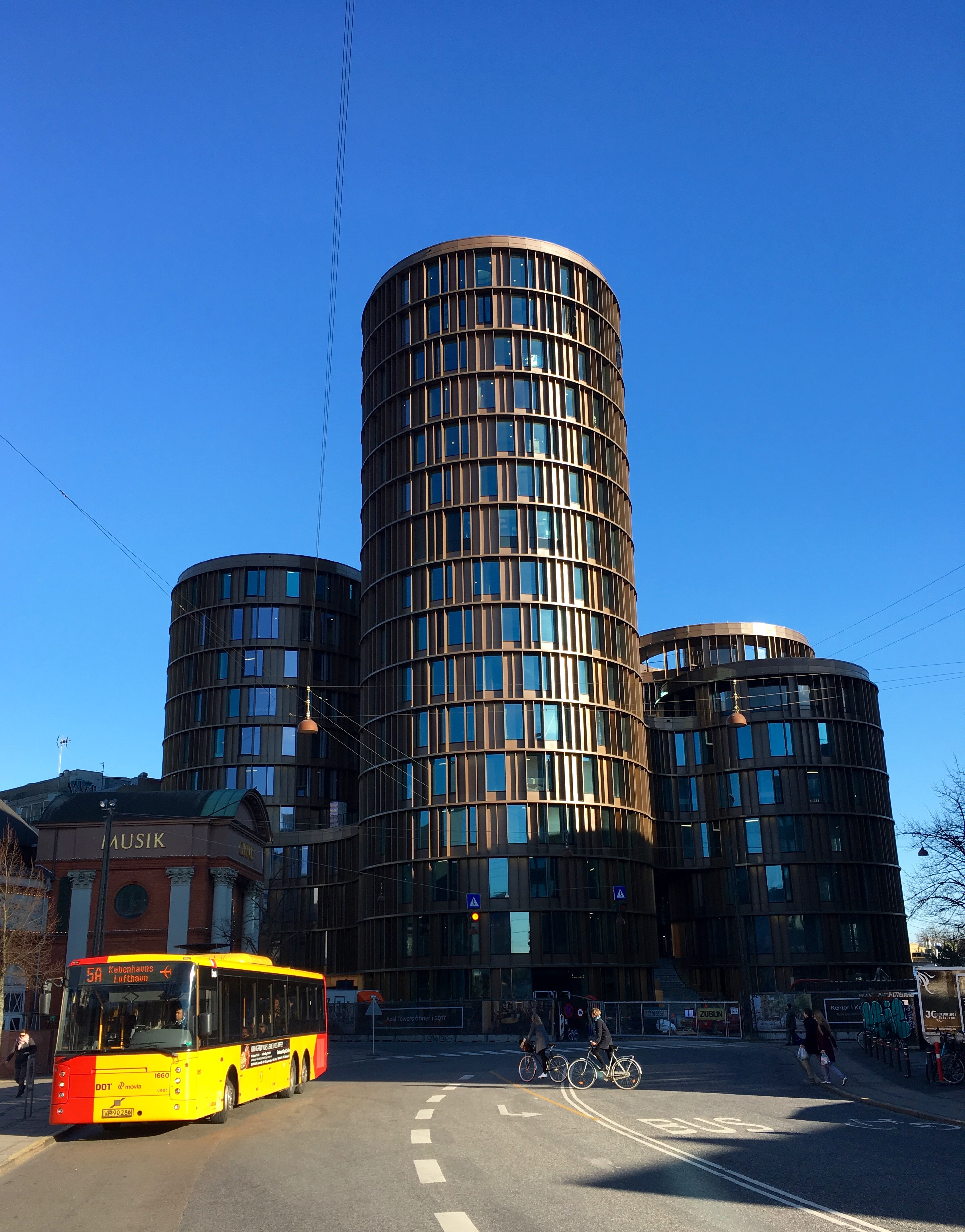
Tours Axel
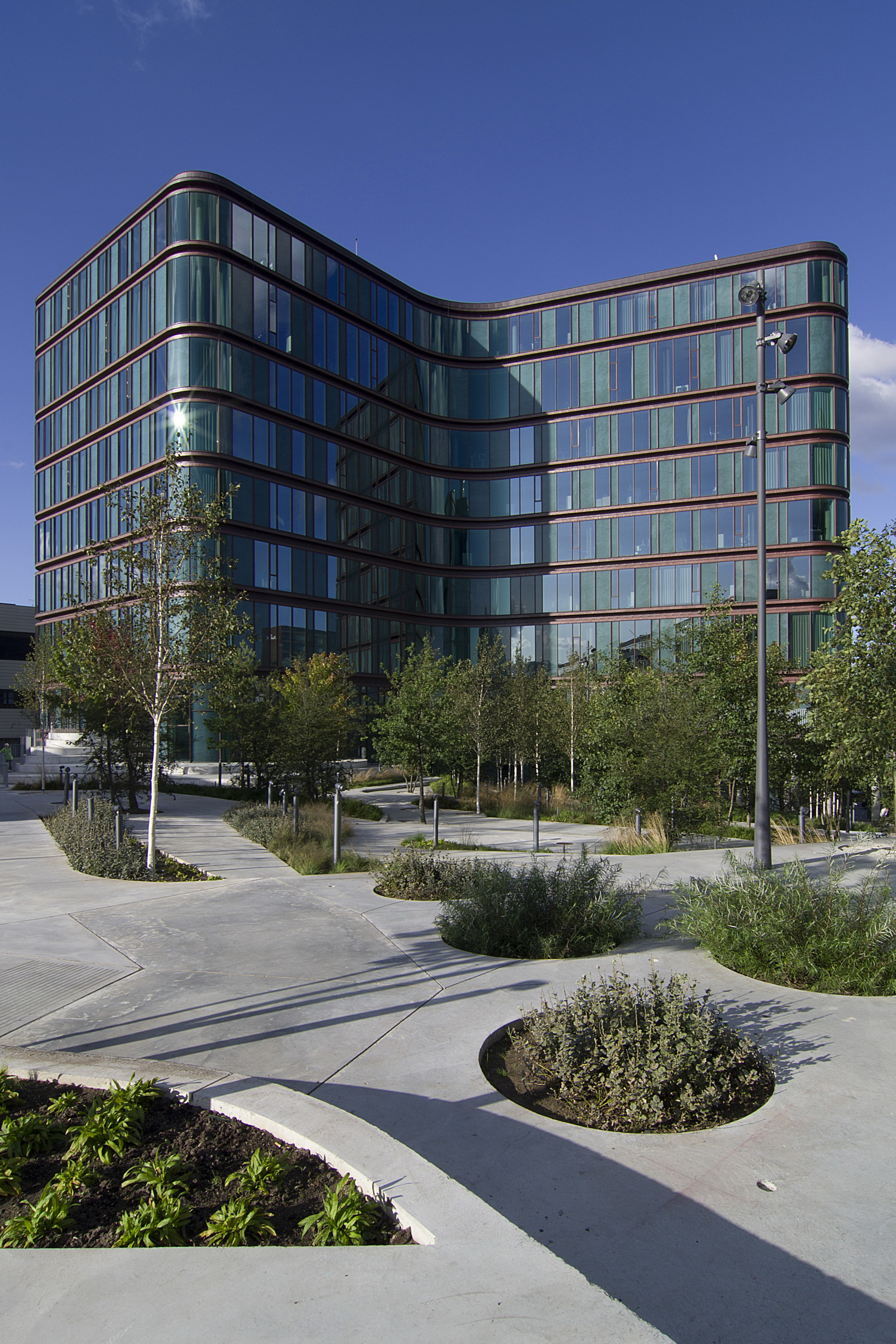
Banque SEB